# Corioli
Corioli war eine volskische Stadt in Latium adiectum.
Laut der römischen Geschichtsschreibung wurde Corioli 493 v. Chr. zusammen mit Longula und Pollusca von Gnaeus Marcius Coriolanus für das Römische Reich eingenommen und kurz darauf, nachdem Gnaeus Marcius im Streit um die Einführung des Volkstribunates in Rom zum Feind übergelaufen war, vom selben Feldherrn für die Volsker wieder zurückerobert.
Der Ort wird später, 443 v. Chr., in einem Disput zwischen Ardea und Aricia um ein Stück Land erwähnt, das zu Corioli gehört habe, aber zusammen mit diesem – zu einem unbekannten Zeitpunkt – wieder an Rom gegangen sei.
Corioli lag offenbar im Nordwesten von Latium adiectum zwischen der Küste, der Astura und den Albaner Bergen. Der Ort wurde bei Monte Giove, südlich des Ariccia-Tals, vermutet, doch die Lage bleibt unbekannt. Bereits Plinius der Ältere zählte Corioli zu den untergegangenen Städten Latiums.